# Groupe de NGC 4947
Le groupe de NGC 4947 est un trio de galaxies situé dans la constellation du Centaure. La distance moyenne entre ce groupe et la Voie lactée est d'environ 41,5 Mpc (∼135 millions d'al). 

## Membres
Le tableau ci-dessous liste les trois galaxies du groupe indiquées dans l'article de A.M. Garcia paru en 1993.
| Nom                   | Class.      | Type                        | α (J2000.0)   | δ (J2000.0)  | Vitesse radiale (km/s) | m     | Distance (Mpc) | Diamètre (kal) |
| --------------------- | ----------- | --------------------------- | ------------- | ------------ | ---------------------- | ----- | -------------- | -------------- |
| NGC 4947              | SAB(r)b pec | Spirale intermédiaire       | 13h 05m 20.2s | -35° 20′ 15″ | 2409 ± 7               | 11,9  | 39,8 ± 2,8     | 106            |
| NGC 4947A (PGC 45810) | SB(s)m?     | Spirale barrée magellanique | 13h 04m 20.8s | -35° 13′ 40″ | 2582 ± 5               | 14,5  | 42,4 ± 3,0     | 75             |
| ESO 381-41            | IB(s)m?     | Irrégulière magellanique    | 13h 00m 31.9s | -34° 22′ 22″ | 2569 ± 10              | 14,33 | 35,9 ± 2,6     | 40             |

Le site DeepskyLog permet de trouver aisément les constellations des galaxies mentionnées dans ce tableau ou si elles ne s'y trouvent pas, l'outil du site constellation permet de le faire à l'aide des coordonnées de la galaxie. Sauf indication contraire, les données proviennent du site NASA/IPAC. 